# Marong
Marong is een bestuurslaag in het regentschap Centraal-Lombok van de provincie West-Nusa Tenggara, Indonesië. Marong telt 5763 inwoners (volkstelling 2010).